# Phân cấp hành chính Hoa Kỳ
Các đơn vị hành chính Hoa Kỳ gồm có:
- 50 tiểu bang (bốn trong số đó được xếp loại chính thức là các thịnh vượng chung) được phân chia thành các quận và đôi khi là các xã, sau đó được phân chia thành các thành phố, thị trấn, làng hợp nhất, nhiều loại khu tự quản khác, những khu vực công quyền cấp thấp hay tự trị khác. Trừ mười ba thuộc địa đầu tiên, mỗi tiểu bang được phép gia nhập vào liên bang ở những thời điểm khác nhau bằng một đạo luật riêng của Quốc hội Hoa Kỳ.
- Đặc khu Columbia là thủ đô của Hoa Kỳ. Mặc dù Đặc khu Columbia không phải là một tiểu bang và không có đại diện có quyền biểu quyết tại Quốc hội Hoa Kỳ nhưng cư dân của đặc khu có thể tham gia bầu cử tổng thống Hoa Kỳ và có ba phiếu đại cử tri.
- Các khu dành riêng cho người bản thổ Mỹ (Native American reservation) có địa vị chính trị gần giống như độc lập. Trong lúc mỗi khu dành riêng này đều nằm trong phần đất của 1 tiểu bang nào đó và cư dân của khu dành riêng này có quyền bầu cử và trả các loại thuế liên bang giống như cư dân của tiểu bang đó nhưng các khu dành riêng này không bị ràng buộc nhiều bởi luật pháp địa phương và tiểu bang. Chính địa vị chính trị này đã tạo cho các khu dành riêng này cả những lợi ích (ví dụ như vấn đề cờ bạc, thông thường nhiều tiểu bang không cho phép nhưng các sòng bạc vẫn có thể được mở trong các khu dành riêng này) và thử thách (ví dụ như nhiều công ty không muốn mở các cửa hàng trong 1 khu dành riêng như thế vì họ không biết rõ luật pháp nào áp dụng đối với họ).
- Các lãnh thổ của Hoa Kỳ có thể là hợp nhất (thuộc về Hoa Kỳ vĩnh viễn) hoặc chưa hợp nhất (được biết theo nhiều từ ngữ khác nhau như "thuộc địa", "lãnh thổ hải ngoại" hay "thịnh vượng chung") Các lãnh thổ cũng có thể là được tổ chức (có chính quyền tự trị được Quốc hội Hoa Kỳ cho phép qua một đạo luật) hay chưa tổ chức (chưa có sự chấp thuận trực tiếp như thế từ Quốc hội Hoa Kỳ). Ba mươi mốt trong số 50 tiểu bang hiện thời từng là những lãnh thổ hợp nhất có tổ chức trước khi được phép gia nhập vào liên bang. Kể từ năm 1959 cho đến nay, Hoa Kỳ chỉ có duy nhất 1 lãnh thổ hợp nhất là đảo san hô Palmyra, nhưng vẫn giữ quyền kiểm soát một số lãnh thổ chưa hợp nhất, cả lãnh thổ có tổ chức và chưa tổ chức.
- Liên bang tạo nên Hoa Kỳ là một tập hợp gồm một số tiểu bang. Liên bang này có quyền hạn đặc biệt đối với các căn cứ quân sự, Đặc khu Columbia, các đại sứ quán và lãnh sự quán Mỹ tại các quốc gia.
- Các phân khu giống như đơn vị hành chính, ví dụ như các khu bảo tồn (conservation district) và học khu (school district), thường là những cơ quan công quyền cấp thấp được ấn định đặc biệt theo vùng địa lý.
- Các bộ phận được công nhận khác, ví dụ như các hội chủ nhà (homeowners association), thực hiện các chức năng chính quyền và vì thế phải tuân thủ các quyết định cuối cùng của tòa án đối với một số giới hạn nào đó bình thường được áp dụng cho chính quyền địa phương.

Tóm lại, có khoảng chừng 85.000 thực thể chính trị hiện có tại Hoa Kỳ.

## Các đơn vị hành chính và hệ thống hoạt động
Đơn vị hành chính chủ yếu của Hoa Kỳ sau liên bang là tiểu bang. Theo pháp lý và kỹ thuật thì các tiểu bang không phải là các "đơn vị hành chính" được tạo ra từ Hoa Kỳ nhưng là các đơn vị hành chính "tạo nên" Hoa Kỳ bởi vì Hoa Kỳ và các tiểu bang tạo nên nó hoạt động theo một hệ thống chủ quyền song song. Theo nhiều phán quyết của Tối cao Pháp viện Hoa Kỳ, các tiểu bang và Hoa Kỳ là những thực thể có chủ quyền. Chủ quyền của Hoa Kỳ bị giới hạn theo các điều khoản của Hiến pháp Hoa Kỳ trong khi đó chủ quyền của mỗi tiểu bang là không có giới hạn, trừ hai điều như sau: thứ nhất là, chủ quyền và quyền lực của mỗi tiểu bang đã được chuyển sang cho Hoa Kỳ qua Hiến pháp Hoa Kỳ, và thứ hai là, các điều khoản trong chính hiến pháp của tiểu bang thường thường (nhưng không phải luôn là như vậy) ấn định một số điểm để thực thi chủ quyền tiểu bang.
Đa số các tiểu bang phân chia việc quản lý quyền lực thực thi chủ quyền thông thường qua ba cấp bậc nhưng luôn luôn có ít nhất hai cấp bậc và đôi khi có hơn ba cấp bậc. Cấp thứ nhất phân quyền luôn là cấp toàn tiểu bang gồm có các cơ quan hoạt động dưới sự điều hành của các bộ phận chính của chính quyền tiểu bang, ví dụ như các văn phòng thống kê hộ tịch (bureau of vital statistics), các bộ đặc trách xe có động cơ (department of motor vehicles) hay y tế công cộng. Cấp bậc thứ hai luôn là quận, đây là đơn vị hành chính của tiểu bang. Cấp bậc thứ ba thường thấy tại nhiều tiểu bang, nhất là tại miền Trung-tây Hoa Kỳ, là xã. Đây là cấp bậc đơn vị hành chính của một quận.
Trên căn bản, các quận tồn tại để cung ứng sự hỗ trợ tổng thể tại địa phương cho những hoạt động của chính quyền tiểu bang, ví dụ như thu thuế bất động sản (các quận gần như không có quyền đánh thuế), nhưng không cung ứng phần lớn các dịch vụ có liên quan đến các đô thị tự quản (thành phố hay thị trấn) bởi vì các quận thường là quá to lớn không thích hợp cho nhiệm vụ như thế. Chính vì lý do này mà xã tồn tại để cung ứng các dịch vụ địa phương công cộng trong các vùng đất không nằm trong ranh giới của một khu tự quản.
Tại một số tiểu bang, như Michigan chẳng hạn, các trường đại học tiểu bang, theo hiến pháp, được trao quyền tự quản, được hưởng qui chế đặc biệt tương đương với một khu đô thị tự quản. Có nghĩa là, giống như các địa phận được hợp nhất, chúng hoạt động như các khu tự quản nhưng sự tự trị của chúng không lệ thuộc vào đa số sự kiểm soát của hành pháp và lập pháp khiến cho chúng có thể được so sánh ngang hàng với các đơn vị hành chánh của tiểu bang, bằng hoặc hơn so với các quận.
Tại một số tiểu bang, các thành phố hoạt động độc lập với các xã. Một số thành phố (và tất cả các thành phố tại Virginia) hoạt động ngoài tầm kiểm soát của các quận. Các thành phố, đôi khi còn được gọi là các thị trấn, khác so với các quận và các xã theo phương diện chúng "không phải" là những đơn vị hành chính của tiểu bang. Đúng hơn chúng là những khu tự quản bán tự trị được tiểu bang công nhận. Nói rõ hơn, thành phố với tư cách là khu tự quản, chính là hình thức hiện đại của quốc gia-thành phố (city-state) cổ đại, một thực thể có chủ quyền chỉ tồn tại ngày nay trong hình thể của Monaco, San Marino, Singapore, và Thành phố Vatican.
Đơn vị hành chính của chính phủ liên bang bao gồm, đầu tiên là Đặc khu Columbia với Tòa Quốc hội Hoa Kỳ - nơi đặt cơ quan của chính phủ Hoa Kỳ. Quốc hội Hoa Kỳ thực thi chủ quyền đặc biệt đối với Đặc khu và tất cả những vùng đất mà chính phủ liên bang kiểm soát.
Bốn tiểu bang (Massachusetts, Pennsylvania, Virginia, và Kentucky) chính thức tự gọi họ là "thịnh vượng chung" kể từ xưa khi họ có chính quyền và hiến pháp. Trong văn mạch liên bang, thuật từ "thịnh vượng chung" có ý nghĩa để chỉ về một địa vị chính trị giữa "lãnh thổ" và "quốc gia" - cả hai có ý nghĩa là "quốc gia độc lập" và "quốc gia thuộc Hoa Kỳ".
Tuy nhiên, Puerto Rico và Quần đảo Bắc Mariana là các lãnh thổ thịnh vượng chung liên kết với Hoa Kỳ. Các lãnh thổ này có thể ngày nào đó sẽ tiến thêm bước nữa để trở thành tiểu bang của Hoa Kỳ, hay trở thành độc lập như Philippines đã từng làm vậy vào năm 1946 sau khi Philippines là một thịnh vượng chung của Hoa Kỳ trong nhiều năm. Một lãnh thổ - cho dù đã được tổ chức hay chưa được tổ chức có rất ít quyền hơn so với 1 thịnh vượng chung (không cần phải so với 1 tiểu bang).

## Sự giám sát của chính phủ liên bang đối với lãnh thổ Hoa Kỳ

### Quốc hội Hoa Kỳ
Điều khoản IV, Phần 3 Hiến pháp Hoa Kỳ định nghĩa sự nới rộng quyền hạn mà Quốc hội Hoa Kỳ thực thi đối với lãnh thổ Hoa Kỳ:
Các tiểu bang mới có thể được Quốc hội Hoa Kỳ cho phép gia nhập vào liên bang này; nhưng không có một tiểu bang mới nào được phép thành lập hay được dựng lên từ trong phần đất của bất cứ tiểu bang nào khác; cũng không có bất cứ tiểu bang nào được thành lập bởi sự kết hợp của hai hay nhiều tiểu bang, hay là từ các phần đất của các tiểu bang mà không có sự chấp thuận của ngành lập pháp của các tiểu bang có liên quan cũng như của Quốc hội Hoa Kỳ.
Quyền lực của Quốc hội Hoa Kỳ đối với các đơn vị hành chính cấp lãnh thổ mà không thuộc bất cứ 1 tiểu bang nào, là độc quyền và nhất quán.

### Bộ Nội vụ Hoa Kỳ
Ngày 3 tháng 3 năm 1849, đó là ngày cuối cùng của Quốc hội lần thứ 30, một đạo luật đã được thông qua để lập ra Bộ Nội vụ Hoa Kỳ để lãnh đảm trách các vấn đề nội bộ về "lãnh thổ Hoa Kỳ". Bộ Nội vụ có một phạm vi rộng gồm nhiều trách nhiệm. Phạm vị này bao gồm việc điều hợp các chính quyền lãnh thổ, các trách nhiệm cơ bản về đất công, và vô số các nhiệm vụ khác nữa.
Đối ngược lại các bộ nội vụ có tên tương tự tại nhiều quốc gia khác trên thế giới, Bộ Nội vụ Hoa Kỳ không nhận trách nhiệm đối với các chính quyền địa phương hay điều hành công chính. Trừ trường hợp đối với các khu dành riêng cho người bản thổ Mỹ qua Cục Đặc trách người bản thổ Mỹ (Bureau of Indian Affairs), và các thuộc địa hải đảo qua Phòng Quốc hải vụ (Office of Insular Affairs).

## Các tiểu bang của Hoa Kỳ
Vào lúc tuyên bố độc lập, Hoa Kỳ gồm có 13 tiểu bang, cựu thuộc địa của Vương quốc Anh. Trong những năm sau đó, con số tiểu bang của Hoa Kỳ phát triển gia tăng vì sự mở rộng về phía tây bằng cách giành được, mua lại, và sự phân tách các tiểu bang đã có từ trước lên đến con số 50 như hiện thời:
| - Alabama (AL) - Alaska (AK) - Arizona (AZ) - Arkansas (AR) - California (CA) - Colorado (CO) - Connecticut (CT) - Delaware (DE) - Florida (FL) - Georgia (GA) | - Hawaii (HI) - Idaho (ID) - Illinois (IL) - Indiana (IN) - Iowa (IA) - Kansas (KS) - Kentucky (KY) - Louisiana (LA) - Maine (ME) - Maryland (MD) | - Massachusetts (MA) - Michigan (MI) - Minnesota (MN) - Mississippi (MS) - Missouri (MO) - Montana (MT) - Nebraska (NE) - Nevada (NV) - New Hampshire (NH) - New Jersey (NJ) | - New Mexico (NM) - New York (NY) - North Carolina (NC) - North Dakota (ND) - Ohio (OH) - Oklahoma (OK) - Oregon (OR) - Pennsylvania (PA) - Rhode Island (RI) - South Carolina (SC) | - South Dakota (SD) - Tennessee (TN) - Texas (TX) - Utah (UT) - Vermont (VT) - Virginia (VA) - Washington (WA) - West Virginia (WV) - Wisconsin (WI) - Wyoming (WY) |

Bản đồ Hoa Kỳ có những đường ranh giới giữa các tiểu bang. Chú ý rằng Alaska và Hawaii được trình bày trong các tỉ lệ khác, và rằng Quần đảo Aleutian và Quần đảo tây bắc Hawaii không có cư dân bị bỏ qua trong bản đồ này.

Quan hệ giữa chính phủ quốc gia và các chính quyền tiểu bang thì rất phức tạp vì hệ thống liên bang của Hoa Kỳ. Theo luật Hoa Kỳ, các tiểu bang được xem là các thực thể có chủ quyền, có nghĩa là quyền lực của các tiểu bang được xem là đến trực tiếp từ người dân trong các tiểu bang đó chớ không phải là từ chính phủ liên bang. Chính phủ liên bang Hoa Kỳ lúc đầu được thành lập khi các tiểu quốc (bang) có chủ quyền gởi một số đại diện cho chủ quyền của mình đến tham gia vào một chính phủ trung ương. Tuy nhiên chủ quyền mà họ gởi đến đại diện không phải là toàn bộ. Sự đại diện như thế có ý nghĩa là chính phủ liên bang được hưởng chủ quyền có giới hạn và các tiểu bang vẫn duy trì được bất cứ phần chủ quyền còn lại mà họ chưa từng nhượng lại cho chính phủ liên bang qua đại diện của họ. Luật liên bang đứng trên luật tiểu bang trong các lĩnh vực mà chính phủ liên bang được trao cho quyền hành động nhưng những quyền lực của chính phủ liên bang bị chi phối bởi chủ quyền có giới hạn mà Hiến pháp Hoa Kỳ đã quy định. Tu chính án 10 thuộc Hiến pháp Hoa Kỳ có nói rằng quyền lực chưa được nhượng lại cho chính phủ liên bang vẫn do các tiểu bang giữ.
Tối cao Pháp viện Hoa Kỳ trong vụ xử Texas đối đầu với White phán quyết rằng các tiểu bang không có quyền ly khai mặc dù tòa cho phép một số khả dĩ phân tách (ví dụ từ 1 tiểu bang để trở thành 2 tiểu bang) "qua cách mạng hay qua sự ưng thuận của các tiểu bang." Theo Hiến pháp Hoa Kỳ, các tiểu bang không được phép tiến hành chính sách ngoại giao với nước ngoài.
Biên giới giữa Hoa Kỳ và Canada là biên giới không phòng vệ dài nhất trên thế giới. 50 tiểu bang được phân chia thành các bộ phận rõ rệt sau:
- "Hoa Kỳ Lục địa" hay còn được biết là "48 tiểu bang vùng hạ" hay thuật từ chính sát hơn, các tiểu bang hợp chúng kề cận (contiguous United States).
- Alaska, một vùng đất nằm bên ngoài, dính liền chỉ với Canada
- Dãy quần đảo Hawaii nằm giữa Thái Bình Dương.

Hoa Kỳ cũng nắm giữ một số lãnh thổ, địa khu và thuộc địa khác, đáng chú ý là đặc khu liên bang có tên Đặc khu Columbia và một số vùng quốc hải hải ngoại, đáng nói nhất là Samoa thuộc Mỹ, Guam, Quần đảo Bắc Mariana, Puerto Rico, và Quần đảo Virgin thuộc Mỹ. Các đảo bị Hoa Kỳ chiếm được trong cuộc chiến tranh với Tây Ban Nha vào lúc sắp bước vào thế kỷ 20 không còn được xem là lãnh thổ ngoại quốc nữa. Tuy nhiên, Tối cao Pháp viện Hoa Kỳ phán quyết rằng các đảo này không tự động bị chi phối bởi Hiến pháp Hoa Kỳ và rằng tùy vào Quốc hội Hoa Kỳ quyết định là những phần nào của Hiến pháp Hoa Kỳ nếu có được áp dụng cho các đảo này. Ngoại trừ duy nhất là Palmyra Atoll, lãnh thổ hợp nhất (vĩnh viễn thuộc Hoa Kỳ) duy nhất của Hoa Kỳ lại là một lãnh thổ chưa được tổ chức và không có cư dân.
Hải quân Hoa Kỳ có duy trì một căn cứ trong một phần Vịnh Guantánamo của Cuba kể từ năm 1898. Chính phủ Hoa Kỳ có hợp đồng thuê mướn khu vực này. Chỉ khi nào có sự thỏa thuận của cả hai phía hoặc Hoa Kỳ đơn phương bỏ khu vực này thì hợp đồng mới hết hạn. Chính phủ Cuba hiện thời dưới quyền của Raul Castro tranh cãi sự giàn xếp này. Họ tuyên bố rằng Cuba không thực sự có chủ quyền vào lúc ký kết hợp đồng này. Hoa Kỳ cho rằng điểm này là đáng tranh cãi vì Cuba rõ ràng đã thông qua vụ thuê mướn này sau cách mạng Cuba với đầy đủ chủ quyền khi họ rút tiền ra từ chi phiếu thuê mướn 1 tháng theo đúng như hiệp ước bị tranh cãi này.

### Đơn vị hành chính của các tiểu bang Hoa Kỳ

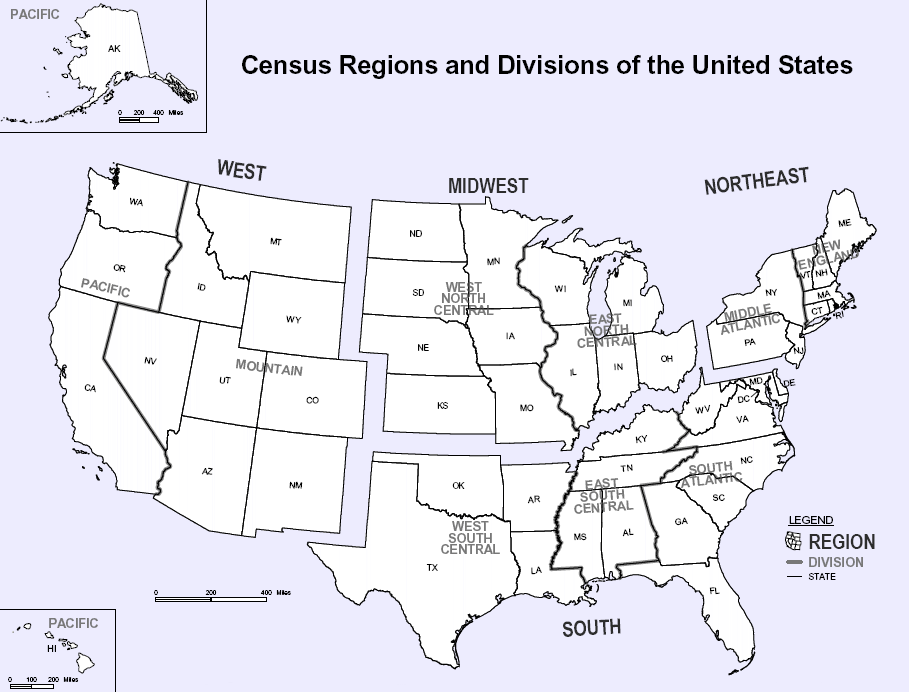
Các vùng điều tra dân số và đơn vị hành chính Hoa Kỳ

#### Các quận tại Hoa Kỳ
Các tiểu bang của Hoa Kỳ được chia thành những vùng hành chính nhỏ hơn, được gọi là quận (tên tiếng Anh là "county" cho tất cả, trừ hai tiểu bang: Alaska là "borough" và Louisiana là "parish". Cũng có các thành phố độc lập trực thuộc các tiểu bang nào đó nhưng không phải trực thuộc bất cứ quận hay quận-thành phố thống nhất nào. Một hình thức tổ chức khác là thành phố và quận hợp lại và hoạt động như một thành phố độc lập. Có 39 thành phố độc lập tại Virginia. Các thành phố độc lập khác mà không phải là thuộc các quận hay kết hợp với quận là: Baltimore, Maryland, St. Louis, Missouri, và Carson City, Nevada. Các quận có thể bao gồm một số thành phố, thị trấn, làng hay ấp hoặc đôi khi một phần đất của một thành phố. Các quận có thể có nhiều cấp độ chính trị và pháp lý rất khác nhau nhưng chúng luôn luôn là đơn vị hành chính của tiểu bang. Một vài thành phố kết hợp với quận của chúng trong đó phải kể là Denver, Colorado, San Francisco, California và Philadelphia tạo thành quận-thành phố thống nhất vừa có duy nhất 1 chính quyền khu tự quản và vừa hoạt động giống như 1 chính quyền quận. Đặc biệt thành phố New York City nằm trong ranh giới của năm quận. Để hiểu thêm chi tiết, xin xem bài quận của Hoa Kỳ và thống kê về quận của Hoa Kỳ. Các quận tại nhiều tiểu bang được phân chia thành các xã - mà theo định nghĩa là các đơn vị hành chính của 1 quận.

#### Thành phố tại Hoa Kỳ
Có khoảng 30.000 thành phố hợp nhất tại Hoa Kỳ với nhiều cấp độ tự trị khác nhau.

#### Xã tại Hoa Kỳ
Xã (township) là một cấp bậc công chánh chuyển tiếp giữa thành phố và quận tại Hoa Kỳ; thành phố đôi khi vượt qua khỏi ranh giới của quận (ví dụ thành phố Portland, Oregon phần lớn nằm trong quận Multnomah nhưng có một ít phần đất nằm trong quận Washington và quận Clackamas) nhưng xã thì không bao giờ vượt qua ranh giới quận. Một số xã có chính quyền và quyền lực chính trị. Một số khác thì chỉ là cách để ấn định một khu vực địa lý. Xã tại Hoa Kỳ về tổng thể là sản phẩm của Hệ thống Thị sát đất công (Public Land Survey System). Xã được chia thành các chi khu nhưng các chi khu như thế không có các chính quyền riêng biệt.
Thuật từ xã (township) và thị trấn (town) tại Hoa Kỳ liên quan mật thiết (trong nhiều tài liệu lịch sử hai thuật từ này thường hay được dùng để thay thế nhau). Tuy nhiên, quyền lực được trao cho các thị trấn và các xã thì tương đối khác nhau giữa tiểu bang này và tiểu bang khác. Tại Tân Anh, các thị trấn là một hình thức chính của chính quyền địa phương, cung cấp nhiều chức năng như tại các quận ở những tiểu bang khác. Ngược lại tại California, thị trấn được xem là một từ khác thay thế cho từ thành phố.

## Những khu vực thẩm quyền mà tiểu bang không điều hành

### Đặc khu liên bang của Hoa Kỳ
Một đặc khu liên bang riêng biệt là Đặc khu Columbia. Đặc khu này, nằm dưới quyền trực tiếp của Quốc hội Hoa Kỳ, được thành lập từ phần đất nhượng lại của các tiểu bang Maryland và Virginia cho chính phủ liên bang. Tuy nhiên phần đất của Virginia sau đó được trả lại cho tiểu bang vào năm 1846. Đặc khu này không hình thành phần đất của bất cứ tiểu bang nào. Quốc hội Hoa Kỳ có đặc quyền thực hiện chủ quyền đối với thành phố này. Tuy nhiên Đạo luật Tự trị Đặc khu Columbia đã trao quyền tự trị có giới hạn cho thành phố trong đó có việc bầu lên 1 thị trưởng và 1 hội đồng thành phố.

### Những khu dành riêng cho người bản thổ Mỹ
Những khu dành riêng cho người bản thổ Mỹ (American Indian reservation) là đơn vị hành chánh đặc biệt và riêng biệt của Hoa Kỳ. Theo luật liên bang, các bộ lạc người bản thổ Mỹ là các dân tộc có chủ quyền. Điều này có nghĩa là quyền pháp lý của họ tồn tại độc lập không lệ thuộc vào quyền pháp lý của chính phủ liên bang và chính quyền tiểu bang. Tuy nhiên theo định nghĩa về chủ quyền bộ lạc (tribal sovereignty) thì họ không thể hoạt động bên ngoài quyền lực của liên bang mặc dù họ được miễn nhiễm đối với những luật lệ của tiểu bang. Cho đến cuối thế kỷ 19, những thỏa thuận giữa chính phủ Hoa Kỳ và các nhóm người bản thổ Mỹ chỉ là những hiệp ước. Tuy nhiên những hiệp ước này hiện nay được xem là luật nội địa bất kể tên của chúng là gì. Kể từ lúc thông qua Đạo luật Dawes năm 1883, thì không có hiệp ước mới mẻ nào được thực hiện với người bản thổ Mỹ.

### Các lãnh thổ của Hoa Kỳ
Những vùng nào không thuộc bất cứ tiểu bang nào hay ấn định dành riêng cho một dân tộc bản thổ nào thì thường được ấn định chính thức là các lãnh thổ của chính phủ Hoa Kỳ. Vì hiện nay thuật từ lãnh thổ được dùng để định nghĩa chính thức theo luật liên bang nên thuật từ vùng quốc hải được dùng như thuật từ thay thế. Các lãnh thổ có thể là các lãnh thổ hợp nhất (vĩnh viễn thuộc Hoa Kỳ, không thể phân tách và Hiến pháp Hoa Kỳ được áp dụng cho các lãnh thổ này) hay các lãnh thổ chưa hợp nhất (Hiến pháp Hoa Kỳ không dùng tại các lãnh thổ này, và vì thế ngày nào đó các lãnh thổ có quyền quyết định thể chế chính trị của mình hay độc lập khỏi Hoa Kỳ). Từ khi Lãnh thổ Tây Bắc được tổ chức vào năm 1789, tất cả các khu vực không thuộc các tiểu bang đều nằm dưới quyền quản lý của Quốc hội Hoa Kỳ và được biết với tên gọi là các lãnh thổ hợp nhất có tổ chức, có một số quyền tự trị chính trị ở cấp bậc địa phương. Từ khi lãnh thổ Hawaii gia nhập vào liên bang vào năm 1959 cho đến nay Hoa Kỳ không có một lãnh thổ hợp nhất nào ngoài lãnh thổ không không có cư dân là Đảo san hô Palmyra (trước đây là một phần của Lãnh thổ Hawaii, nó bị tách ra khi Hawaii được gia nhập liên bang). Một số lãnh thổ chưa hợp nhất ở hải ngoại hiện nay là những quốc gia độc lập như Cuba, Philippines, Liên bang Micronesia và Cộng hòa Palau.
Không như các tiểu bang, chủ quyền trên các vùng quốc hải không thuộc vào cư dân địa phương mà thuộc về Quốc hội Hoa Kỳ. Tại đa số các vùng, Quốc hội Hoa Kỳ đã trao quyền tự trị đáng kể bằng một đạo luật tổ chức với chức năng như một bản hiến pháp địa phương. Sắc lệnh Tây Bắc trao cho các lãnh thổ quyền gởi một đại biểu không quyền biểu quyết đến Quốc hội Hoa Kỳ.
Hoa Kỳ có một số tranh chấp quốc tế liên quan đến những vùng biển và chủ quyền vùng quốc hải. Một trong những vùng này được xem là các lãnh thổ. Xem Những cuộc tranh chấp quốc tế của Hoa Kỳ về lãnh thổ

#### Những vùng quốc hải của Hoa Kỳ
Một số hải đảo trong Thái Bình Dương và Biển Caribbean được xem là những vùng quốc hải của Hoa Kỳ.
Được hợp nhất (phần không chia tách của Hoa Kỳ)
- Đảo san hô Palmyra (không có cư dân, do Hội Bảo tồn Thiên nhiên Hoa Kỳ làm chủ và Văn phòng Quốc hải vụ quản lý; thuộc Các tiểu đảo xa của Hoa Kỳ)

Chưa hợp nhất (thuộc địa của Hoa Kỳ)
- Samoa thuộc Mỹ (chưa tổ chức, tự trị dưới quyền của Bộ Nội vụ Hoa Kỳ)
- Guam (được tổ chức dưới Đạo luật Tổ chức năm 1950)
- Quần đảo Bắc Mariana (thịnh vượng chung, được tổ chức theo Hiệp ước năm 1977)
- Puerto Rico (thịnh vượng chung, được tổ chức theo Đạo luật Quan hệ Puerto Rico-Liên bang)
- Quần đảo Virgin thuộc Mỹ (được tổ chức theo Đạo luật Tổ chức Bổ sung năm 1954)

Cùng với Đảo san hô Palmyra, các đảo không có cư dân này hình thành nên Các tiểu đảo xa của Hoa Kỳ:
- Đảo Baker
- Đảo Howland
- Đảo Jarvis
- Đảo san hô Johnston
- Đảo đá Kingman
- Quần đảo Midway (được quản lý như Khu Bảo tồn Hoang dã Quốc gia Đảo san hô Midway) - có một số người làm việc theo hợp đồng hiện diện trên đảo
- Đảo Navassa
- Đảo Wake- có một số người làm việc theo hợp đồng hiện diện trên đảo
- Quần đảo Petrel
- Bãi Serranilla

Từ ngày 18 tháng 7 năm 1947 cho đến ngày 1 tháng 10 năm 1994, Hoa Kỳ quản lý Lãnh thổ Ủy thác Quần đảo Thái Bình Dương, nhưng gần đây đã thay đổi quan hệ chính trị mới với cả bốn đơn vị chính trị (một trong số đó là Quần đảo Bắc Mariana được nhắc đến ở phần trên, những đơn vị khác là ba quốc gia liên kết tự do được ghi phía dưới).

### Các quốc gia liên kết tự do
Các quốc gia liên kết tự do là ba quốc gia có chủ quyền mà cùng với Hoa Kỳ đã tham gia vào một thỏa ước hiệp hội tự do (Compact of Free Association). Các quốc gia này không nằm trong thẩm quyền của Hoa Kỳ kể từ khi có chủ quyền; tuy nhiên nhiều người vẫn xem họ là thuộc địa của Hoa Kỳ cho đến khi từng quốc gia này gia nhập Liên hiệp quốc vào thập niên 1990.
- Quần đảo Marshall
- Liên bang Micronesia
- Cộng hòa Palau

## Các khu đại cử tri
Mỗi thành phần chính trị tự ấn định cho mình các khu vực mà từ đó những thành viên của họ được bầu lên. Các khu vực quốc hội là một ví dụ điển hình về điều này. Các nghị viên của các tiểu bang cũng được chọn ra từ lãnh thổ của mỗi tiểu bang.

## Những khu vực khác
Ngoài những thực thể chính quyền đặc trách các mục đích tổng thể ở cấp bậc tiểu bang, quận, và thành phố cũng còn có các thực thể đặc trách các mục đích đặc biệt, ví dụ như khu bảo tồn, học khu, khu bưu chính.

## Các bộ phận giống như chính quyền
Ngoài ra, các tòa án Hoa Kỳ phán quyết rằng có những bộ phận nhỏ hơn được xem có chức năng chính quyền và vì thế phải tuân thủ các giới hạn tương tự được áp dụng cho các cơ chế chính quyền "truyền thống" (Ví dụ như không được kỳ thị,...). Những bộ phận này gồm có các hội chủ nhà (homeowners association) (được phán quyết trong các vụ như Shelley đối đầu với Kraemer, Loren đối đầu với Sasser) và các thị trấn do công ty làm chủ (company-owned towns). Nhiều hội khu dân cư và hội chủ nhà được coi là những tổ chức bất vụ lợi nhưng có khả năng thu thế hay phí để phạt các thành viên vì vi phạm các luật lệ của hội và cũng có thể đệ nạp đơn thưa kiện.